# Тутанкамонова гробница
Тутанкамонова гробница (KV62 енг. King's Valley No 62) је гробница фараона Тутанкамона која се налази у Долини краљева. Позната је по великој количини вредних антиквитета нађених у њој. Гробницу је открио Хауард Картер 1922. године, испод рушевина колиба у којој су живели радници Двадесете династије.
Предмети су били згурани и разбацани у гробници, како због њене мале величине, тако и због две пљачке које су се највероватније спровеле у журби. Било је потребно осам година да се гробница испразни, а њен целокупан садржај транспортован је у Египатски музеј у Каиру.
У Тутанкамонову гробницу се улазило барем двапут, непосредно након сахрањивања његове мумије, а много пре Картерових ископавања. Шкриње најудаљеније од Тутанкамонових ковчега биле су отпечаћене, док су оне најближе биле нетакнуте.

## Откриће гробнице
1907. године, мало пре открића Хоремхебове гробнице, Теодор М. Дејвис открио је локалитет са гробним прилозима на којима је писало Тутанкамоново име. Дејвис је на основу њих претпоставио да је тај локалитет, данас познат као KV54, права гробница младог фараона. Детаљи ископавања описани су у његовом делу, „The Tombs of Harmhabi and Touatânkhamanou”. Дејвис књигу завршава реченицом, ”Плашим се да је Долина краљева сада исцрпљена.” Међутим, временом ће се доказати да је погрешио.
Британски египтолог Хауард Картер (ангажован од стране лорда Карнарвона), заједно са својим тимом, започео је ископавање локалитета KV62 1. новембра 1922. Картер је пажњу посветио колибама које је претходних сезона занемаривао. Након што су колибе, заједно са рушевинама испод њих, очишћене, дечак којег су чланови тима задужили да им доноси воду спотакао се на врх степеница исклесаних у стени. Степенице су делимично ископане, све док Картер није наишао на улаз гробнице. На улазу су били утиснути нејасни картуши. Картер је наредио да се степенице затрпају, а потом је Карнарвону послао телеграм, који је на локалитет стигао 23. новембра са кћерком лејди Евелин Херберт.
Након што су степенице у потпуности очишћене, омогућено је читање печата на дну улаза, а на њима је било исписано Тутанкамоново име. Након рашчишћавања каменог пуњења при вратима, откривено је предворје које је било у потпуности блокирано комадима кречњака. На самом крају предворја налазила су се још једна запечаћена врата. Картер је успео да начини мали отвор у њима и, протуривши свећу, завирио је унутра. ”У почетку нисам видео ништа,” касније ће написати, ”свећа је затреперила у додиру са врућим ваздухом, али како су ми се очи привикавале на светлост, детаљи одаје су се полако издизали из магле, необичне животиње, статуе, и злато - свуда светлуцање злата.” Карнарвон га је запитао шта види, а Картер је одговорио, ”Видим фантастичне ствари...”

### Истраживање
Први степеник откривен је 4. новембра 1922. Крај месеца је са собом донео приступ преткомори, 
откриће њеног анекса, као и откриће погребне одаје и ризнице. 29. новембра, гробница је отворена, а већ следећег дана је уследила прва конференција за штампу где је Картер саопштио вести о проналаску Тутанкамонове гробнице. Први предмет је одстрањен из гробнице 27. децембра. 16. фебруара 1923, отворена је погребна одаја, а 5. априла је преминуо лорд Карнарвон. Априла 1924. године, уследила је расправа са Египатском службом за антиквитете, након чега је Картер напустио ископавање и вратио се у Сједињене Америчке Државе.
Јануара 1925. године, Картер је наставио радове у гробници, а 13. октобра, одстранио је поклопац првог саркофага. 23. октобра, одстранио је поклопац другог саркофага, а 28. октобра поклопац последњег, у којем се налазила фараонова мумија. 11. новембра 1925. започета су испитивања Тутанкамонових остатака.
Истраживање ризнице започето је 24. октобра 1926. године, а између 30. октобра и 15. децембра 1927, истражен је и испражњен анекс. 10. новембра 1930, осам година након првобитног открића гробнице, последњи предмети су изнесени из ње.

## План гробнице
Судећи по конструкцији гробнице, чини се да она првобитно није била намењена за припаднике краљевске породице. Постоје докази да је гробница касније адаптирана за ту сврху. Ову теорију поткрепљује чињеница да су само зидови погребне одаје били украшени, за разлику од осталих краљевских гробница у којима су сви зидови декорисани сценама из погребних књига.

### Степениште
Почевши од малог подеста, шеснаест степеника се спушта до 
првог улаза. Упркос томе што је сам улаз био запечаћен и замалтерисан, у гробницу је проваљено барем двапут.

### Ходник
Кроз први улаз и низ ходник долази се до другог улаза који води у предворје, како га је Картер описао. Ова просторија се првобитно користила као складиште вишка предмета и материјала који су се користили за сахрану и балзамовање. Након прве пљачке, овај материјал је вероватно био премештен на локалитет KV54, а ходник је запечаћен комадима кречњака. Друга пљачка резултирала је пробијањем спољашњих врата и копањем тунела у кречњаку до другог улаза. Након откривања пљачке, улаз је поново затворен, а тунел је затрпан.
За неке остатке у ходнику се претпоставља да су потекли од погребних оброка. Ти остаци су слични онима које је пронашао Дејвис на локалитету KV54, што указује на то да су на њему чувани предмети нађени након што је гробница први пут поново запечаћена. Картер је тврдио да је пронашао Нефертеремову главу у овом делу.

### Предворје
Неукрашено предворје нађено је у стању ”уредног хаоса”, делом због пљачки, и садржало је око 700 предмета, међу којима су три церемонијална кревета, од којих је један украшен главама лава (богиња Менхит), други главама краве (богиња Менхитверет), а трећи композитном животињом, са телом лава, репом хипопотама и главом крокодила (чудовиште Амут). У предворју су такође нађени делови четири двоколице, наређани један на други. Једна су се највероватније користила приликом лова, друга приликом рата, а остала за параде. У великој шкрињи пронађена је војна опрема, као и штапови за ходање, фараоново доње рубље и бакарна труба – која је уједно и најстарији функционални лимени дувачки инструмент на свету.

### Погребна одаја

#### Декорација
Ово је једина одаја у гробници која је украшена, и то сценама из ритуала отварања уста, као и приказима Тутанкамона са 
богињом Нут на северном зиду, првог сата Амдуата на западном зиду, прве чини у Књизи мртвих на источном зиду и представама фараона са различитим божанствима (Анубисом, Изидом, богињом Хатор и другим који су сада уништени) на јужном зиду. Северни зид приказује Тутанкамона којег прати његов Ка, док га у подземљу дочекује Озирис.

Одређени предмети у гробници познати су по томе што не приказују Тутанкамона на традиционалан начин. Картуши били су измењивани, као да се употребљавало власништво претходних владара. Међутим, то је највероватније резултат промене имена младог фараона из Тутанкатен у Тутанкамон. Остале појаве је теже објаснити, попут старијих, оштријих црта лица приказаних на средњем ковчегу и канопског саркофага, који је садржао Тутанкамонов желудац. Најраспрострањенија теорија је да су ови предмети првобитно били намењени за фараона Сменкхара, чија је мумија 
можда она пронађена на локалитету KV55.

### Погребни текстови
„Загонетна књига пећина” је дводелни погребни текст исписан на другој шкрињи у одаји. Термин „загонетна” односи се на чињеницу да је текст написан криптографским кодом, који се примењивао у Новом краљевству и на гробницама Рамзеса IX и Рамзеса V. Садржај текста, с тога, још није познат, али Колманова (2004) интерпретација налаже да је тема стварање и поновно рађање Сунца. Текст је познат по томе што садржи први забележен приказ уробора, у облику две змије (протумачене као манифестација божанства Мехена), које окружују главу и стопала бога, вероватно уједињеног Ра-Озириса.

### Ризница
Ризница је била једини споредни простор у погребној одаји, а у њу се улазило кроз посебан улаз. Садржала је преко 5,000 каталогизованих предмета, од којих је већина погребне и ритуалне природе. Два највећа предмета пронађена у ризници јесу фараонов комплексни канопски саркофаг и велика статуа Анубиса. Такође су пронађене бројне шкриње са позлаћеним статуетама Тутанкамона са божанствима, као и још две двоколице. У овој просторији су се налазила два мумификована фетуса за које је ДНК анализа потврдила да су мртворођенчад Тутанкамона.

### Анекс
Анекс, у почетку коришћен за складиштење уља, мелема, мириса, хране и вина, је био последњи део гробнице који је рашчишћаван, од краја октобра 1927. до пролећа 1928. године. Иако мале величине, просторија је садржала око 280 гомила предмета, што је приближно око 2,000 индивидуалних предмета.

### Пљачке
Током ископавања, убрзо је постало очигледно да је гробница пљачкана у прошлости. Горњи део улаза у гробни комплекс био је оштећен, а потом поправљен, након чега је на њега причвршћен печат краљевске некрополе. Ходник је био испуњен крупним комадима кречњака, кроз које је касније ископан тунел. Други улаз је такође у одређеном тренутку био пробијен и поправљен. Делови предмета који су недостајали и трагови уља у празним судовима навели су Картера да закључи да је сврха пљачки вероватно била потрага за златом, убрзо након што је Тутанкамон сахрањен. Други пут је гробница опљачкана највероватније због скупих уља.
Комади кречњака у ходнику били су обрушени преко неких предмета, попут поклопаца тегли, жилета и дрвених фрагмената, што указује на то да је могуће да су премештени из предворја и чувани у тунелу током прве пљачке.
У анекс и погребну одају је такође било проваљено. Прва пљачка је оставила највеће последице по анекс. Просторија је била мала и пуна предмета који су били густо збијени, а пљачкаши су успели да уђу у њу помоћу малог отвора на спољашњем улазу. Они су највероватније били у потрази за металима, стаклом (које је било луксуз), тканином, уљима и козметиком.
Друга пљачка захтевала је бољу организацију, где је још један тунел ископан у горњем левом углу постојећег. Картер је прорачунао да је пљачкашима било потребно око осам сати да ископају тунел. Претпоставља се да је украдено скоро 60% накита у ризници, заједно са драгоценим металима. У неком тренутку, штрикани шал у коме се налазило украдено прстење враћен је у кутију у предворју, што је Картера довело до закључка да је могуће да су лопови приведени пре него што је пљачка завршена.
Гробницу је највероватније ужурбано запечатио Маја, званичник током Тутанкамонове владавине, пошто је потпис његовог помоћника Картер пронашао на калцитном блоку у анексу. На печату је приказан шакал који стоји над девет заробљеника.

### Могуће скривене одаје
Године 2015, египтолог Николас Ривс је изнео теорију да можда постоје скривени делови гробнице. На основу дигиталних снимака високе резолуције, Ривс је уочио трагове на пластеру у погребној одаји, за које је сматрао да указују на мала врата на западном зиду, истих димензија као она која воде ка анексу. Ривс је такође сматрао да трагови на северном зиду указују на то да сам тај зид ограђује шупљину, која је могла да представља наставак предворја. Претпостављало се да је Тутанкамон заправо сахрањен у спољашњем делу већег гробног комплекса (сличан оном у којем је сахрањен Аменхотеп III), који је запечаћен северним зидом, а да је поред тога такође постојала могућност још једне сахране у неоткривеним деловима гробнице, вероватно Нефертити. Марта 2016, помоћу георадара, откривене су две шупљине са материјалом за који се чинило да је органског порекла или од метала. Међутим, научници из Универзитета у Торину користили су сонар да истраже гробницу, након чега је хипотеза о постојању скривених одаја оповргнута. Министарство за антиквитете Египта прихватило је ове резултате, који су објављени маја 2018.

### Бодеж од метеорита
Истраживање у 2016. години изнело је хипотезу да је бодеж са којим је Тутанкамон сахрањен направљен од гвозденог метеорита, са сличним саставом (гвожђе, никл и кобалт) као онај пронађен близу оазе Карга.

## Садашњост
Гробница је отворена за јавност, а посета се плаћа додатно уз улаз у Долину краљева. Број посетиоца је ограничен на 400 на дан у 2008. години. Гробница је затворена почетком 2010, када је започето њено реновирање, које је финансирао и спроводио Институт за конзервацију Гети. Реновација је завршена почетком 2019. године.